# Cultura da cidade de São Paulo
A cultura da cidade de São Paulo foi largamente influenciada pelos diversos grupos de imigrantes que ali se estabeleceram, principalmente portugueses, japoneses, italianos, espanhóis e também de migrantes, principalmente nordestinos. São Paulo possui uma ampla rede de teatros, casas de show e espetáculo, bares e grandes eventos culturais como a Bienal de São Paulo e a Virada Cultural, mas também a maior e principal Fashion Week do continente, e que está entre as cinco principais do mundo. Instituições de ensino, museus; o seu principal museu de arte, o MASP, é um dos mais ricos do mundo, sem falar na sua prestigiosa Pinacotéca e galerias de arte não raro empregam superlativos em suas descrições (sedia, por exemplo, a maior universidade pública do país - a Universidade de São Paulo - a maior universidade privada - a Universidade Paulista - e a maior casa de espetáculos do país, o Credicard Hall).
São Paulo é a principal capital cultural do Brasil, tendo-se consolidado como local de origem de toda uma série de movimentos artísticos e estéticos ao longo da história do século XX.  possui o status de sede de muitas das principais instituições culturais do Brasil, é em São Paulo que existe o maior mercado para a cultura, tendo hoje se consolidado como a principal capital cultural do Brasil e uma das 12 Capitais Culturais do Mundo, segundo pesquisa, realizada pelo jornal britânico, The Guardian e que foi encomendada, pela prefeitura de Londres, por ordem, do então prefeito; Boris Johnson.
Na cidade, são celebrados festivais relacionados aos grupos de imigrantes, como a festa da Achiropita (festival Italiano) também com os Matsuri (festivais de cultura japonesa). Destes, destacam-se: o Tanabata Matsuri (七夕祭り, "Festival do Tanabata"), relacionado à comemoração do Tanabata, e realizado desde 1979, o Nikkey Matsuri (ニッケイ祭り, "Festival do Nikkey"), o Mochitsuki Matsuri (餅つき祭り, "Festa do Mochi Batido") e o Bunka Matsuri (文化祭り, "Festival da Cultura").

## Artes cênicas e museus

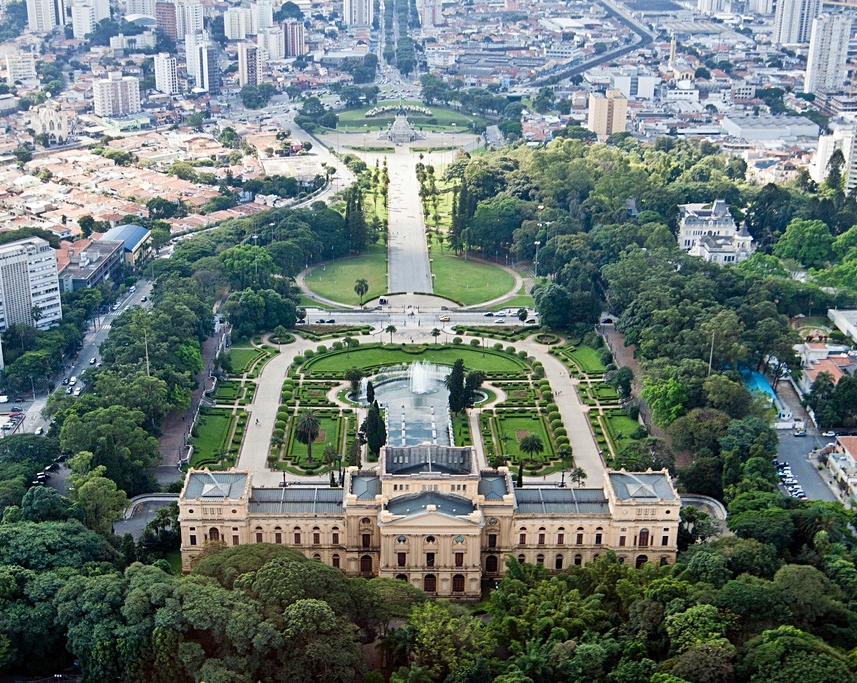
O Museu do Ipiranga, um dos mais visitados da cidade.

Episódios relevantes na história das artes cênicas no Brasil aconteceram na cidade de São Paulo. Verifica-se na cidade tanto um cenário de teatro de vanguarda como de um teatro tradicional, assim como os teatros musicais e de variedades . Três instituições revelaram-se importantes na cidade, ao longo do século XX: primeiramente o Teatro Brasileiro de Comédia (TBC), depois o Teatro de Arena e finalmente o Teatro Oficina.
Por ter feito parte da história política e econômica do Brasil, São Paulo é praticamente um museu a céu aberto, com bairros e edifícios de incalculável valor histórico. A cidade possui uma enorme variedade de museus e galerias de arte, que possuem acervos dos mais variados estilos, da arte sacra a moderna, além de curiosidades sobre ciência, política, religião, entre outros temas. Entre os museus mais famosos da cidade estão Museu de Arte de São Paulo (MASP), o Museu do Ipiranga, o Museu de Arte Sacra, o Museu da Língua Portuguesa, a Pinacoteca do Estado de São Paulo, entre outras instituições de renome. Também abriga um dos cinco maiores parques zoológicos do mundo, o Parque Zoológico de São Paulo.

## Literatura
A literatura na cidade de São Paulo começa com a chegada dos missionários da Companhia de Jesus, cujos membros são conhecidos como jesuítas, no início do século XVI. Eles escreveram relatórios à coroa portuguesa sobre as terras recém-encontradas e sobre os povos nativos, compondo poesias e músicas para o catecismo. Os padres jesuítas Manuel da Nóbrega e José de Anchieta são considerados os fundadores da capital paulista.

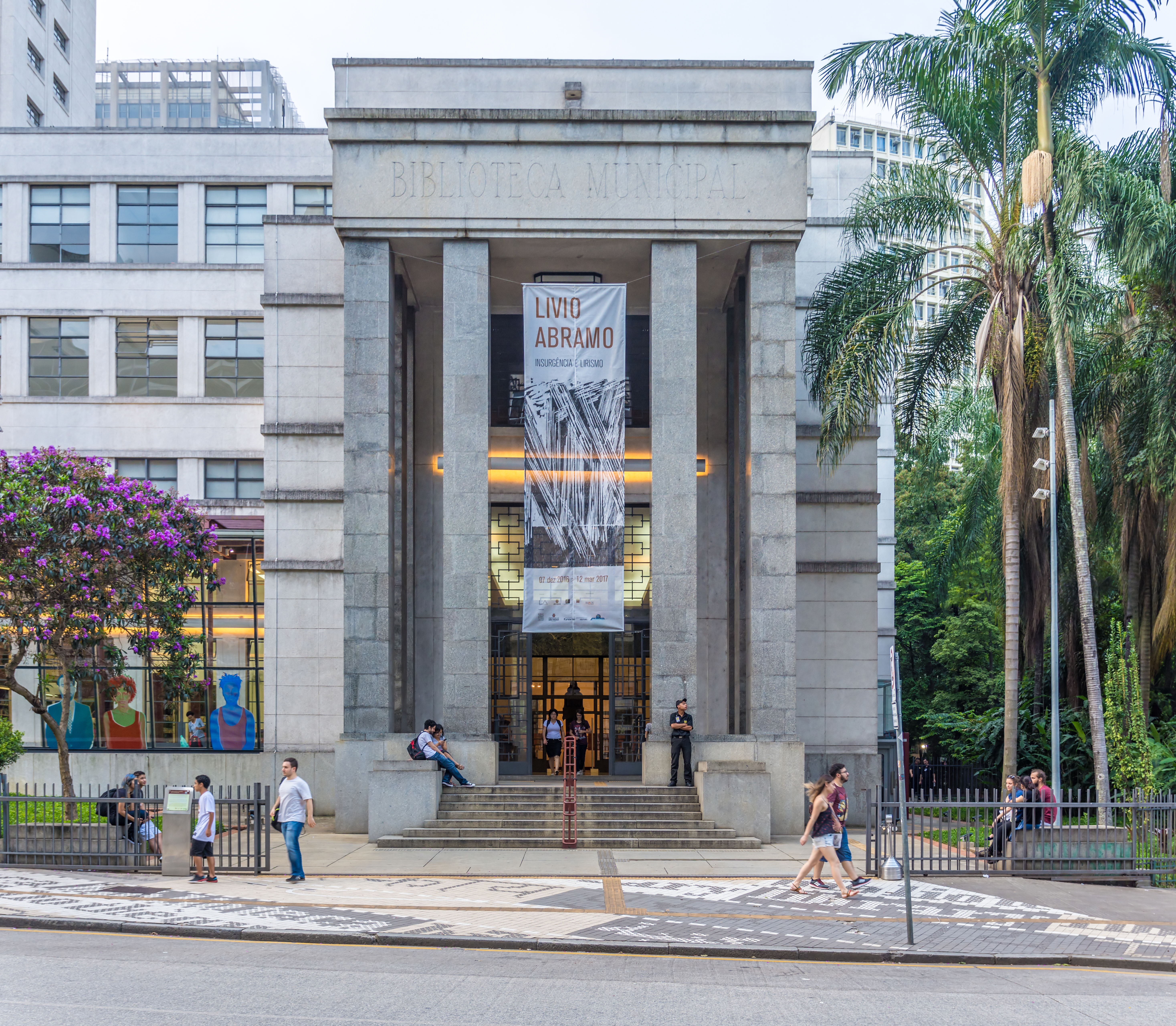
Biblioteca Mário de Andrade.

Durante o século XIX a cidade teve grandes nomes da literatura como o escritor Álvares de Azevedo, representante da fase ultrarromântica do Romantismo. Porém, os escritores paulistanos só atingem independência cultural e projeção nacional no início do século XX, com o movimento modernista brasileiro, principalmente após a realização da Semana de Arte Moderna em 1922.
Durante o período modernista surgiram importantes escritores da literatura brasileira como Mário de Andrade e Oswald de Andrade, responsáveis pela introdução do modernismo no Brasil e produtores de uma extensa e importante obra literária, dramatúrgica e crítica para a cultura brasileira. Com o poema urbano "Pauliceia desvairada", Mário de Andrade estabeleceu o movimento modernista no Brasil. O romance Macunaíma, com a sua abundância de folclore brasileiro, representa o ápice da prosa nacionalista no modernismo através da criação de um anti-herói nacional. A poesia experimental de Oswald de Andrade, a prosa de vanguarda, em especial o romance "Serafim Ponte Grande" (1933), e manifestos provocativos que exemplificavam a quebra do movimento com a tradição. Artistas e escritores modernistas escolheram o Teatro Municipal de São Paulo para lançar seu manifesto modernista. O local passou a ser um bastião da cultura europeia com a Ópera e apresentações de música clássica trazidas da Alemanha, França, Áustria e Itália. Foi importante para eles escolher o Teatro Municipal como ponto de partida, porque a alta sociedade que frequentava o local negavam suas raízes brasileiras por falar línguas como o francês apenas na casa de ópera. Além disso, os frequentadores se comportavam como se o resto do Brasil, e a própria cultura brasileira, não importasse ou não existisse. Ambos os autores foram influentes escritores da escola modernista: Mário de Andrade e Oswald de Andrade.
A partir dos anos de 1960, São Paulo começa a ser o cenário de diversas obras da literatura brasileira. Algumas das mais memoráveis são os romances policiais Rubem Fonseca  e Marcos Rey, e nos poemas de Roberto Piva, que descrevem, principalmente, as ruas soturnas do centro da cidade, com suas personagens excluídas da sociedade - usuários de drogas, homossexuais, criminosos e boêmios. Este aspecto da cultura urbana da cidade também pode ser lido nos livros de Tony Bellotto e Bernardo Carvalho.
No século XXI, a cidade voltou a ser o cenário de um grande romance: Eles Eram Muitos Cavalos de Luiz Ruffato, ganhador do Troféu APCA, aborda um dia na cidade, a partir das histórias individuais de seus moradores. O livro traz personagens tão distintos quanto políticos, empresários, estudantes, marginalizados, migrantes e imigrantes, em suas diferenças sociais e culturais (judeus, italianos, nordestinos, evangélicos) e foi bem recebido pela crítica.

## Música

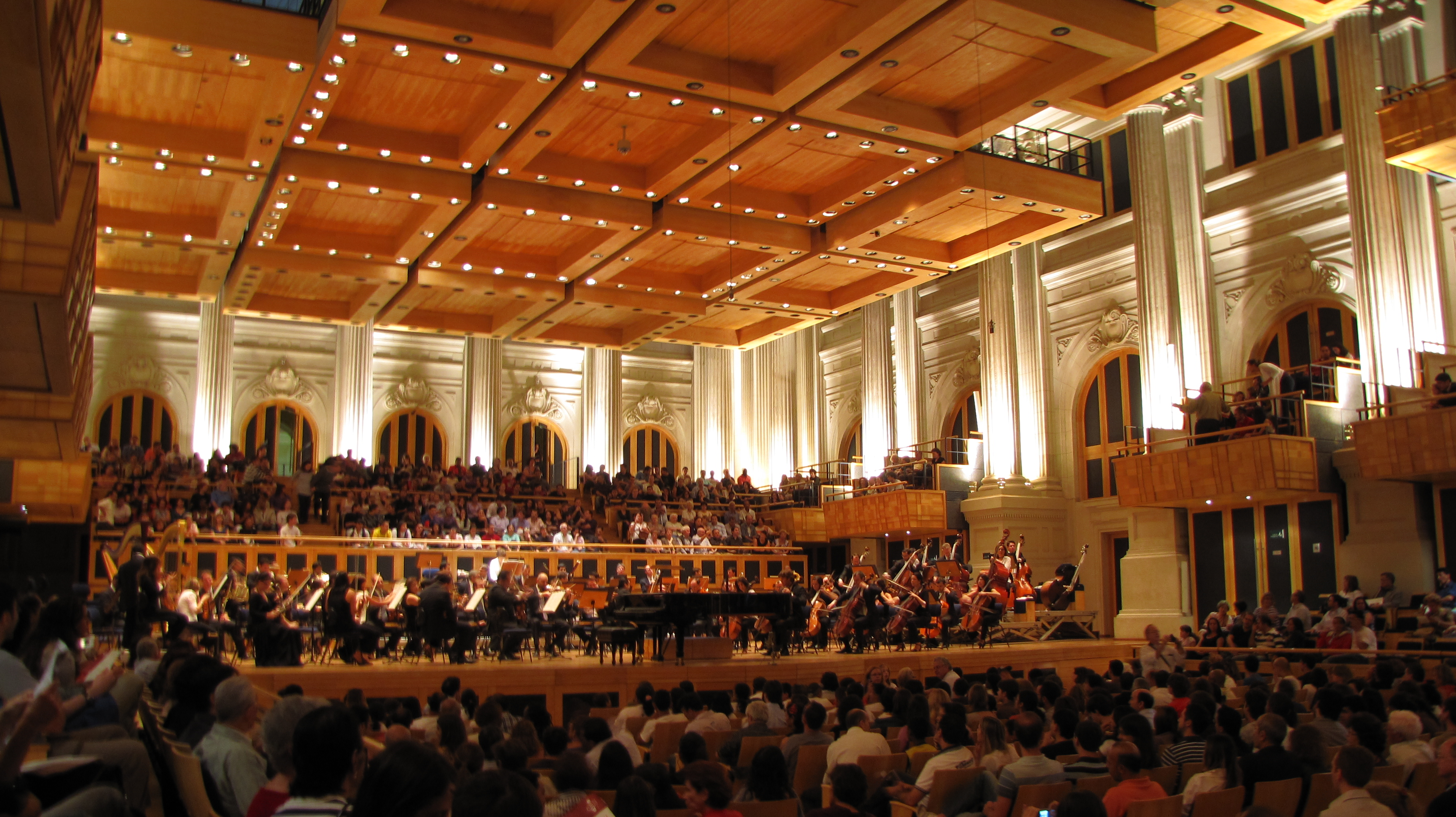
Sala São Paulo, localizada na Estação Júlio Prestes, a maior sala de concertos da cidadefigura numa lista das 10 melhores salas de concerto do mundo, tanto por sua primorosa e excelente acùstica, como pelas qualidades arquitetônicas do edificio.

Teatro Municipal de São PauloMagnifico teatro, com uma produção de nivél equiparavél ao das maiores e melhores casas de opera do mundo.

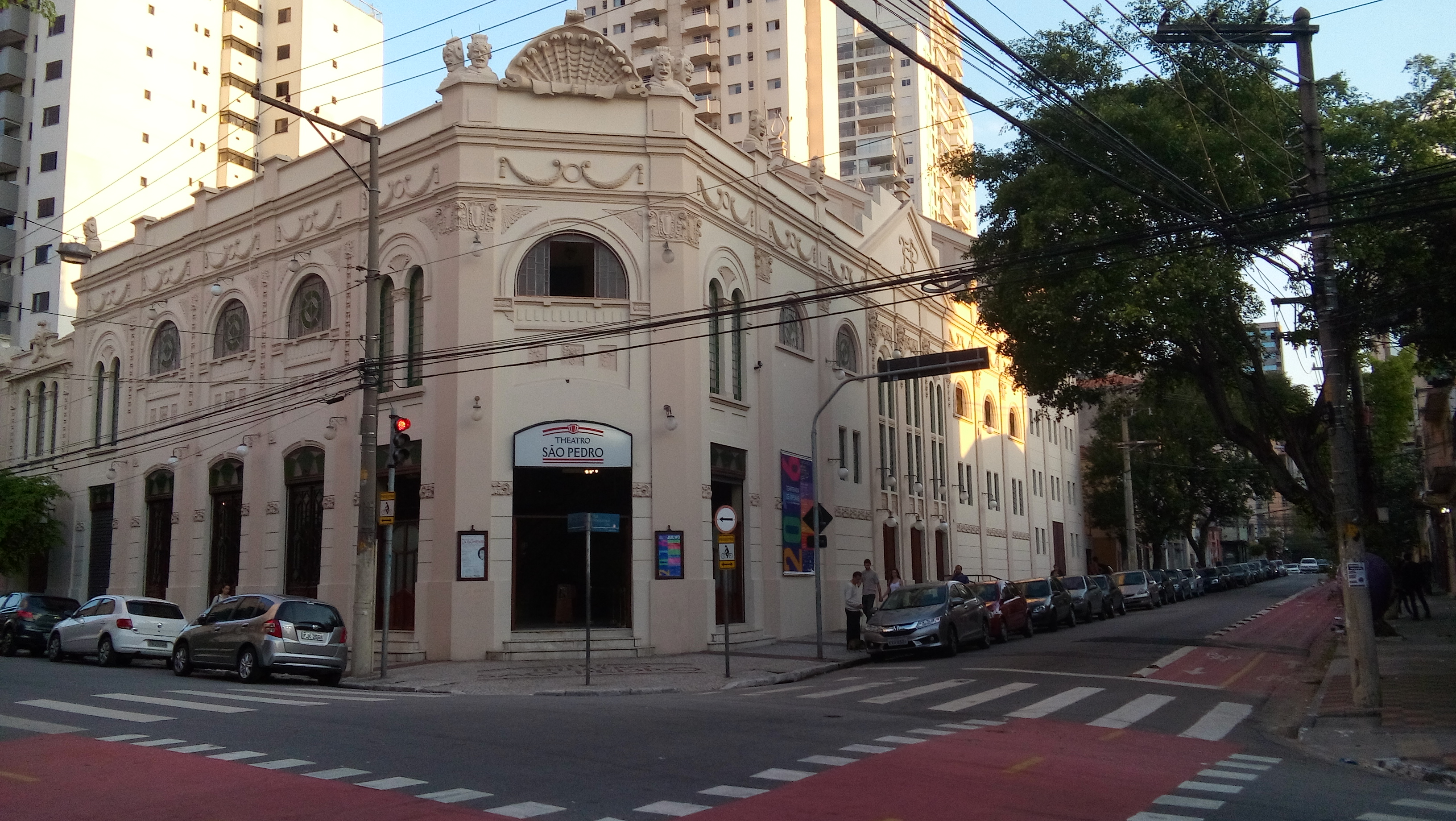
Theatro São Pedroé a "segunda", casa de opera da cidade, oferencendo uma magistral, programação de operas com orquestra propria, o teatro, fica no tradicional bairro 'artístico' dos Campos Elíseos.

A cidade tem uma cena musical fervilhante, com diversas vertentes musicais sendo representadas. No samba, a cidade possui nomes de renome como Paulo Vanzolini, compositor de uma das mais conhecidas músicas sobre a cidade, Ronda, e Adoniran Barbosa, cujos sucessos mais lembrados são Saudosa Maloca e Trem das Onze. Também os Demônios da Garoa, grupo de samba da década de 1940 ainda em atividade considerado o "Conjunto Vocal Mais Antigo do Brasil em Atividade".
O município foi o berço de várias bandas de rock nas décadas de 1960, 1970 e 1980, como os Os Mutantes, uma banda de rock psicodélico que liderou o caminho no cenário musical da música experimental, cujo sucesso é por vezes relacionado com o de outros músicos da Tropicália, mas com um estilo musical e ideias próprias. A cidade também inspirou músicos desse movimento, como Caetano Veloso que compôs Sampa e Tom Zé, com diversas músicas sobre a cidade (em que atualmente vive), dentre as quais São São Paulo.
No final do governo militar no início dos anos 1980 a banda Ultraje a Rigor surgiu na cidade. Eles jogaram um estilo simples e irreverente do rock. As letras representavam as mudanças na sociedade e na cultura que não apenas São Paulo, mas em toda a sociedade brasileira.
A cidade também ficou conhecida nos anos de 1980 pelo movimento Vanguarda Paulista, encabeçado por músicos experimentais, dentre os quais Arrigo Barnabé, Itamar Assumpção, Ná Ozzetti, o Grupo Rumo.
São Paulo gerou ainda grandes bandas de rock de humor, como Joelho de Porco, Premeditando o Breque (esta, responsável pelo conhecida música São Paulo São Paulo), Língua de Trapo e os Mamonas Assassinas.
As cenas pós-punk e garagem tornaram-se fortes na década de 1980, talvez associada com o cenário sombrio de desemprego e de poucas perspectivas reais do ponto de vista da juventude da época. Exemplos de bandas provenientes deste movimento incluem Ira! - autores da música Pobre Paulista[carece de fontes?] -, Titãs, Ratos de Porão, Innocentes e 365 - essa, autora da música São Paulo[carece de fontes?] (cujos versos Sem São Paulo/ O meu dono é a solidão/Diga "sim"/Que eu digo "não", se tornaram uma espécie de hino informal da cidade).
Na década de 1990, Drum & Bass tornou-se um outro movimento musical em São Paulo, com artistas como DJ Marky, DJ Patife, XRS, Drumagick e Fernanda Porto.
Muitas bandas de heavy metal também se originaram na cidade, como Angra, Torture Squad, Korzus e Dr. Sin. Muitas culturas "alternativas" de São Paulo se misturam em um pequeno shopping apelidado de Galeria do Rock, que inclui lojas que atendem a uma ampla gama de nichos alternativos. Em 2011, foi confirmada a versão brasileira do festival Lollapalooza, que será sediada no Jockey Club paulistano nos dias 7 e 8 de abril de 2012.

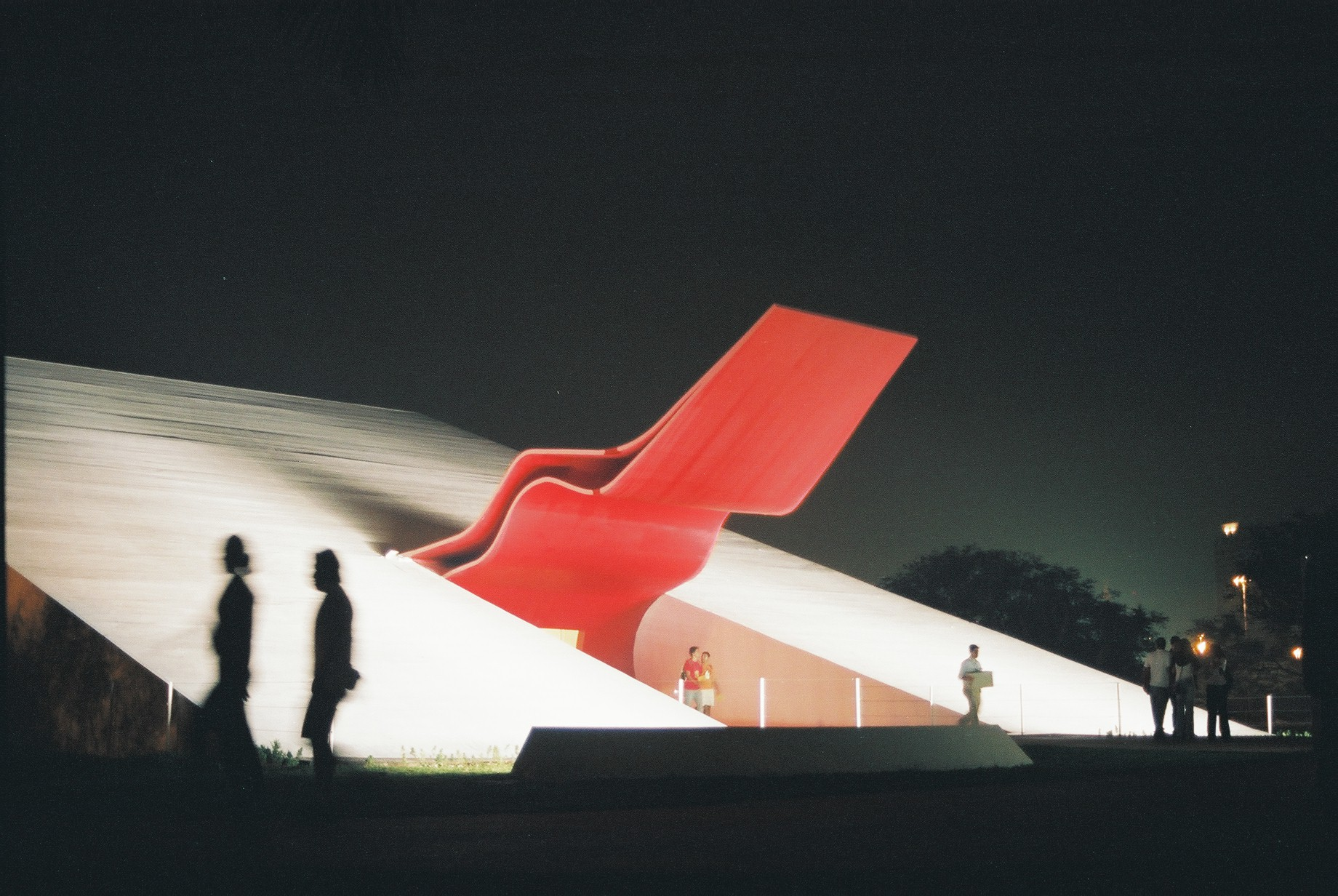
Auditório Ibirapuera, no Parque Ibirapuera.

Por seu aspecto urbano, a cidade cada vez mais se renova musicalmente, aceitando os diversos ritmos musicais oriundos de todas as partes do país. São Paulo também é um dos principais centros de música erudita do Brasil, sendo local de nascimento de compositores internacionalmente reconhecidos como Osvaldo Lacerda e Amaral Vieira, e palco durante o ano todo de apresentações de concertos e óperas em suas diversas salas, como a Sala São Paulo, o Teatro Municipal de São Paulo (palco da Semana de Arte Moderna de 1922, considerada marco de início da arte moderna no Brasil), o Teatro São Pedro e o Teatro Alfa. A Orquestra Sinfônica do Estado de São Paulo (Osesp) é considerada um dos melhores conjuntos sinfônicos do Mundo.
A cidade também é muito influente no movimento hip-hop (break, grafite e rap), sendo que, no Brasil, os maiores expoentes dessa vertente cultural estão em São Paulo e seu entorno. Também é forte a presença da música eletrônica, com diversas raves e festas, como o Skol Beats, Nokia Trends, Spirit of London, entre outras.

## Imprensa e audiovisual

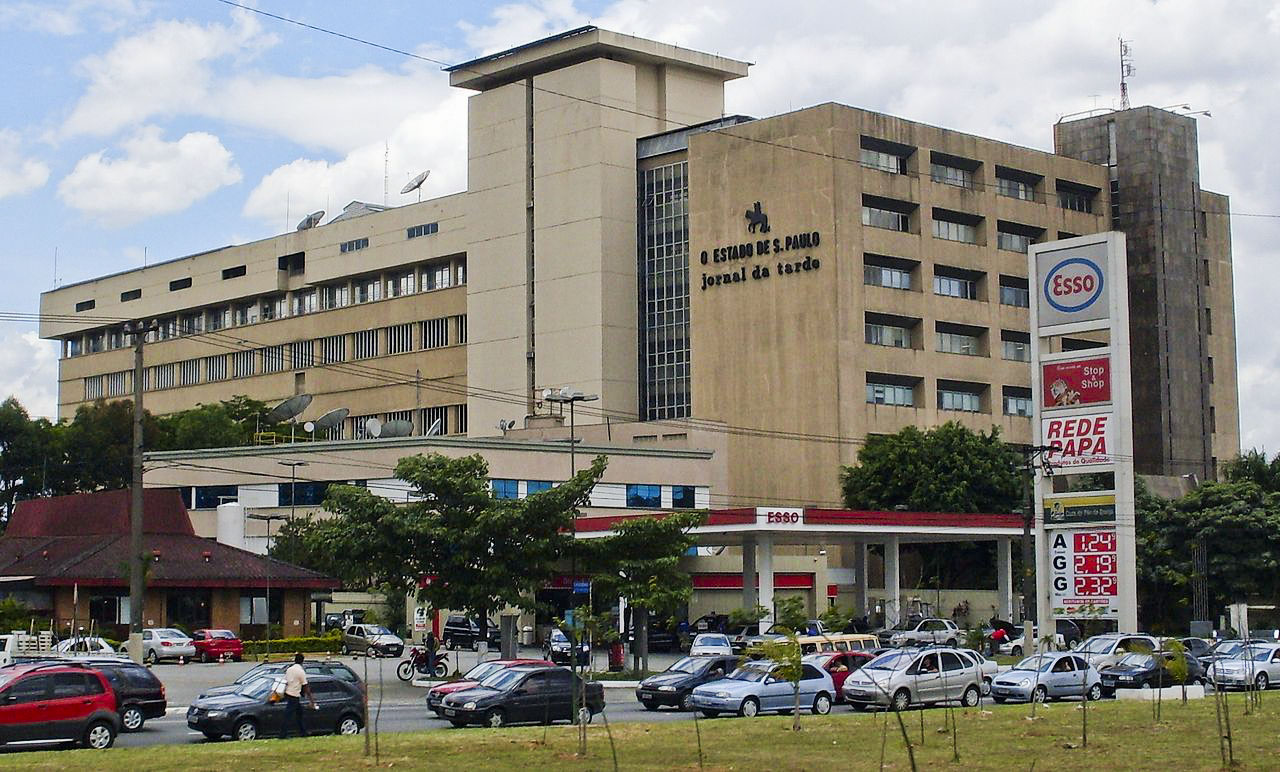
Sede do jornal O Estado de S. Paulo, na Marginal do Rio Tietê, zona norte da cidade.

São Paulo é um dos principais centros de comunicação do Brasil e da América Latina, e do Mundo por reunir em seu território a sede de vários grandes grupos de comunicação. A cidade é, sendo uma cidade de categoria 'Alfa', jà há muitos anos, por parte do Globalization and World Cities Study Group & Network (GaWC) Dois dos jornais mais influentes do país são publicados na cidade, ambos com reputação internacional: a Folha de S. Paulo e O Estado de S. Paulo (o jornal mais antigo da cidade ainda em circulação). A Folha de S. Paulo é um dos jornais mais lidos e reconhecidos no país, sendo o segundo maior jornal de circulação do Brasil, segundo dados do Instituto Verificador de Circulação (IVC), com uma circulação média diária de 294 498 exemplares, em 2010. Outros importantes jornais são o Diário de São Paulo, Agora São Paulo e o Jornal da Tarde.
Muitos dos crimes mais emblemáticos do país ocorreram na cidade, por exemplo o Massacre do Carandiru, os assassinatos de Carlos Marighella, Ubiratan Guimarães, de Henning Albert Boilesen, de Aparício Basílio da Silva, de José Sampaio Moreira, do casal Jorge e Maria Cecília Bouchabki, de Roberto Lee, suicídio de Luiz Carlos Leonardo Tjurs e o sequestro de Celso Daniel. Em 2002 o Brooklin Velho estampou as capas dos principais jornais e revistas do país, onde ocorreu um dos crimes que mais chocou o país, conhecido como Caso Richthofen. Onde Suzane Louise von Richthofen e os irmãos Daniel e Cristian Cravinhos foram à casa da Família von Richthofen e assassinaram o engenheiro Manfred Albert von Richthofen e a psiquiatra Marísia von Richthofen. Na Vila Isolina Mazzei, distrito de Vila Guilherme, ocorreu a morte da menina Isabella Nardoni, de 5 anos, jogada do 6º andar de um apartamento. O Caso Isabella Nardoni comoveu o país em 2008.
No campo da televisão, a cidade foi pioneira com a criação da primeira emissora do país, a TV Tupi, pelo empresário Assis Chateaubriand, em setembro de 1950. Desde então, várias outras emissoras desenvolveram-se na cidade e ganharam projeção nacional, como foi o caso do SBT, da Rede Bandeirantes (pertencente ao Grupo Bandeirantes), Rede Record, TV Gazeta, RedeTV! e a TV Globo São Paulo (antiga TV Paulista), todas com sede na região metropolitana de São Paulo.
A cidade também foi pioneira em publicidade, sendo que nela foi instalada a primeira agência de publicidade do país, chamada "A Eclética", em 1914. Atualmente, o município é um grande centro publicitário nacional e internacional. São Paulo também concentra um grande número de editoras que produzem algumas das principais publicações do Brasil. Entre elas destaca-se a Editora Abril, que publica atualmente 54 títulos, com circulação de 188,5 milhões de exemplares, em um universo de quase 28 milhões de leitores e 4,1 milhões de assinaturas, sendo a maior do segmento na América Latina. Entre as principais publicações da editora está a Revista Veja, a revista com maior tiragem do país.
Os bairros da cidade são constantemente retratados em produções cinematográficas brasileiras e internacionais, em especial novelas, séries e filmes, como: A Próxima Atração, "Rainha da Sucata", "Tiro e Queda",

Caras & Bocas,,Verdades Secretas, Sete Pecados, Família É Tudo, Dancin' Days (1979), Anjo Mau, Ciranda de Pedra (1981), Ciranda de Pedra (2008), Rainha da Sucata,A Próxima Vítima (1995), Passione,, Ti Ti Ti ambas versões de 1985 e 2010, I Love Paraisópolis, A Favorita, Haja Coração, Ensaio sobre a Cegueira, Black Mirror, Os Simpsons, Sintonia, Eles não usam Black-tie, Carandiru, Sai de Baixo e na minissérie "Anarquistas, Graças a Deus"

## Esportes

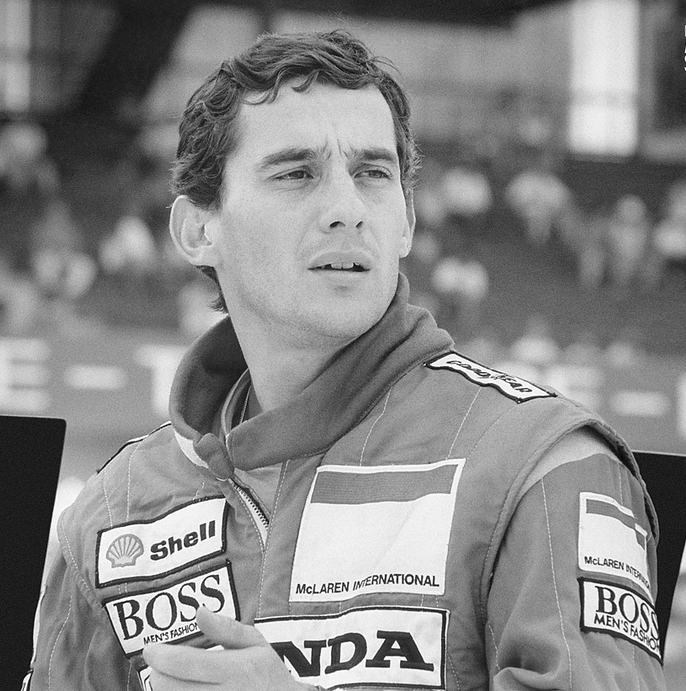
O paulistano Ayrton Senna, um dos maiores pilotos da história do automobilismo.

A cidade sedia eventos esportivos de importância nacional e internacional, como o Grande Prêmio do Brasil de Fórmula 1, realizado no Autódromo de Interlagos, o São Paulo Indy 300, evento que faz parte da IndyCar Series e é realizado no Circuito Anhembi, e o Aberto de São Paulo de Tênis, realizado no Complexo de Tênis do Parque Villa-Lobos. Também realiza-se na cidade a tradicional Corrida de São Silvestre, prova pedestre disputada desde 1925, todo dia 31 de dezembro, pelas ruas do centro. Entre as corridas de rua tradicionais, destacam-se, também, as provas São Paulo Classic, com cerca de 12 mil participantes e Run Américas com 25 mil participantes em São Paulo num evento que acontece simultaneamente em diversas cidades da América Latina: São Paulo, Lima, Caracas, Bogotá, Cidade do México, Santiago e Buenos Aires num evento que no total reúne 120 mil pessoas nessas 9 cidades.
São Paulo recebeu jogos da Copa do Mundo FIFA de 1950, foi sede de Jogos Pan-Americanos de 1963 e foi uma das sedes do Mundial Interclubes de 2000. Também foi sede do Campeonato Mundial de Basquetebol Feminino de 1983 e 2006, de Vôlei Feminino em 1994, de uma das etapas do Concurso Mundial de Saltos da FEI (Federação Equestre Internacional) em 2007 e será cidade-sede dos jogos da Copa do Mundo FIFA de 2014.

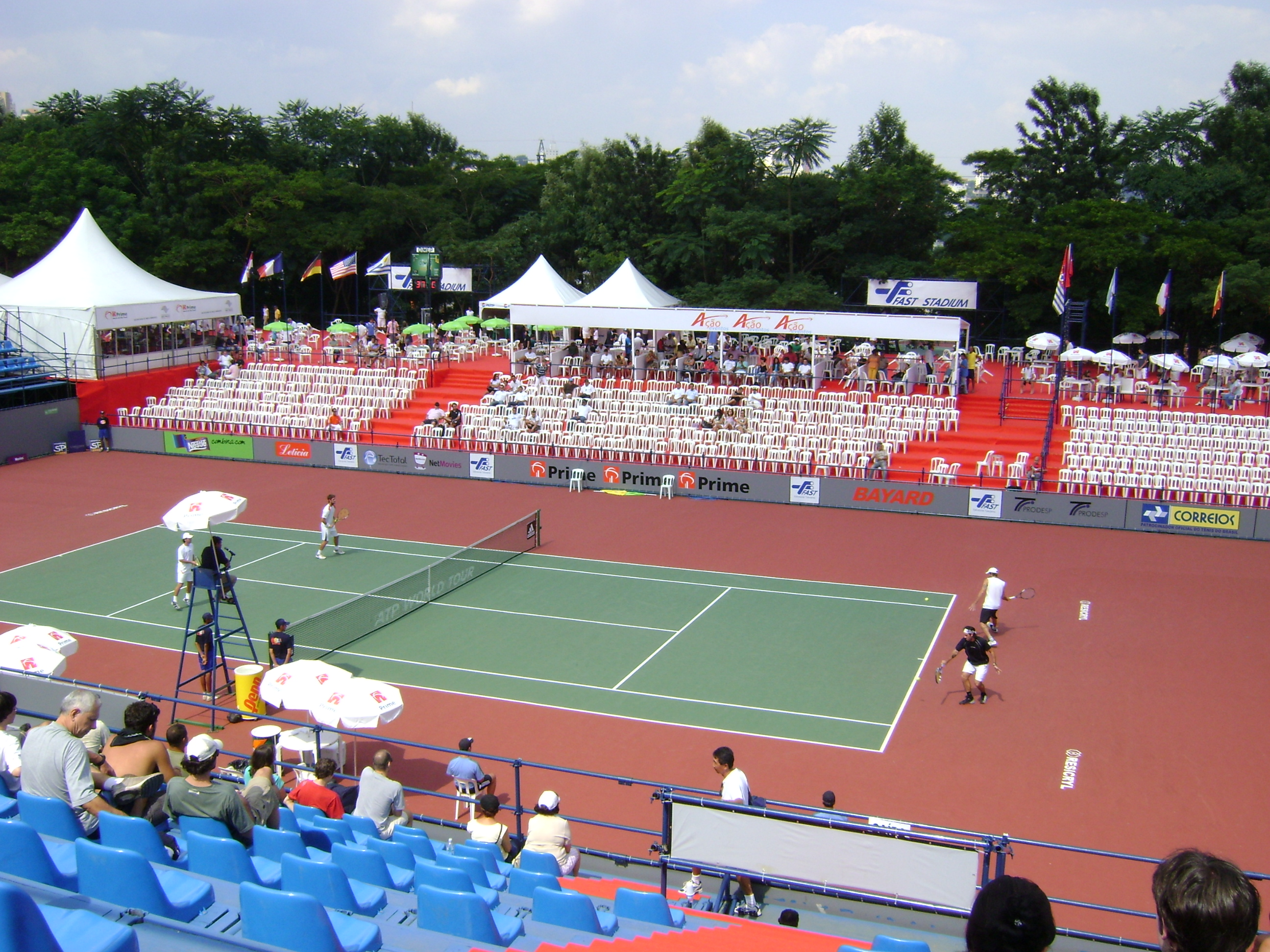
Aberto de São Paulo em 2009, um torneio de tênis realizado anualmente no complexo esportivo do Parque Villa-Lobos.

A cidade conta também com um Jockey Club, onde a primeira corrida aconteceu em 29 de outubro de 1876, no Hipódromo da Mooca, na rua Bresser. Com dois cavalos inscritos na primeira corrida, Macaco e Republicano, inauguraram as raias instaladas nas colinas da Mooca. Republicano era o favorito, mas Macaco levou o Primeiro Prêmio da Província.
O município é sede de três grandes clubes brasileiros de futebol: Corinthians, Palmeiras (fundado por italianos) e São Paulo FC. Além do chamado "Trio de Ferro", ainda conta com outras agremiações futebolísticas, como a Portuguesa de Desportos, o Juventus e o Nacional.
A cidade conta com cinco grandes estádios:
- Morumbi, do São Paulo FC, o maior estádio de futebol de São Paulo, com capacidade para 73 501 pessoas;[81]
- Pacaembu, estádio municipal, onde jogam todos times paulistas, com destaque para o Corinthians, com capacidade para cerca de 37 mil pessoas;[81]
- Estádio Universitário, da USP, com capacidade para cerca de 30 mil pessoas;[81]
- Allianz Parque, da S.E. Palmeiras com capacidade para 43 713.[81]
- Estádio do Canindé, da Portuguesa de Desportos, à beira do rio Tietê, com capacidade para 19 717 pessoas.[81]
- Arena Corinthians do Corinthians Paulista, localizado em Itaquera, zona leste da cidade, com capacidade para planejada para 47 605 pessoas.[81]

Além destes, conta com estádio menores como o Estádio Conde Rodolfo Crespi - popularmente conhecido como Estádio da Rua Javari - (do Clube Atlético Juventus), o Estádio Nicolau Alayon (do Nacional) e o Parque São Jorge (do Corinthians). Conta também com diversos ginásios de vôlei e basquete (Ibirapuera, Esporte Clube Pinheiros, Clube Hebraica e Paulistano), quadras de tênis, e muitas outras arenas esportivas, como o Estádio do Ibirapuera, destinado principalmente ao atletismo.

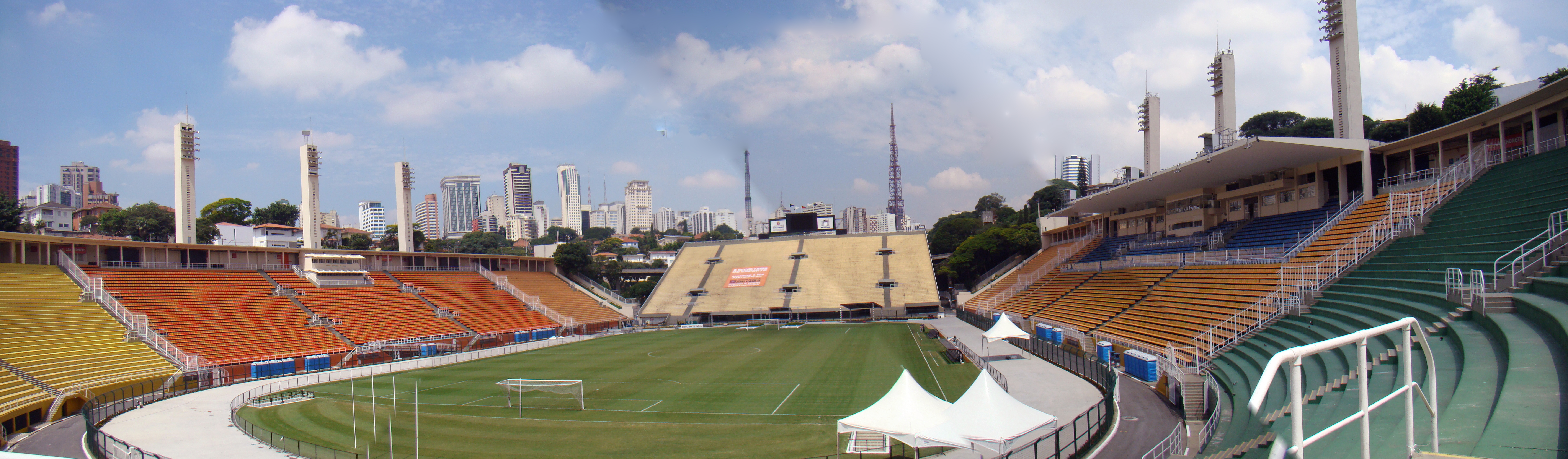
Panorama do interior do Estádio do Pacaembu.

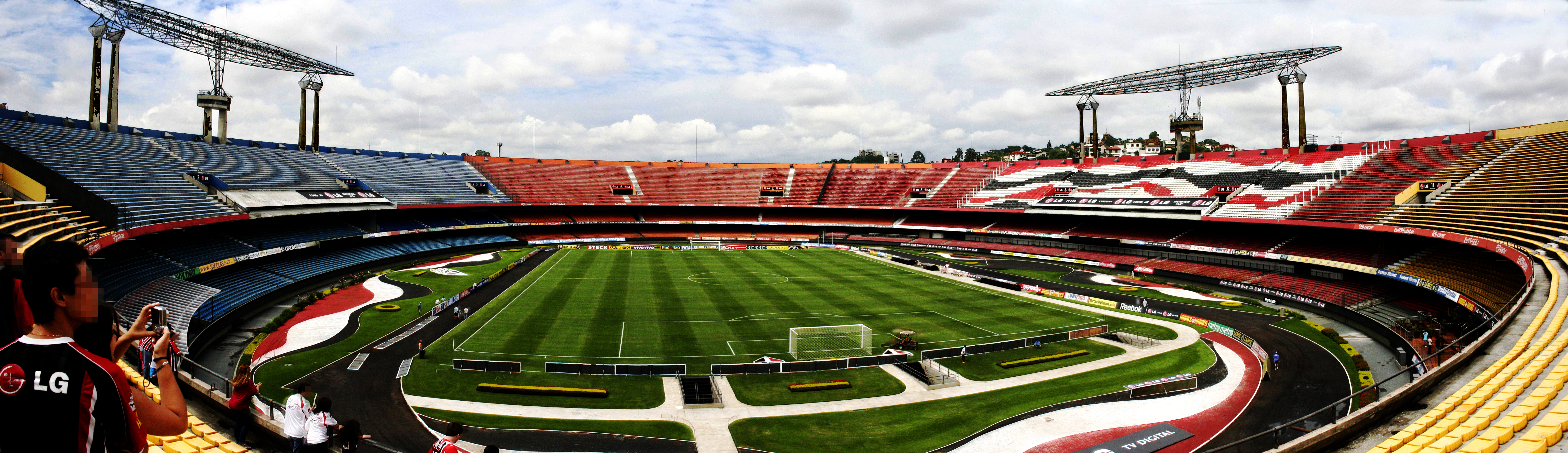
Panorama do interior do Estádio do Morumbi.

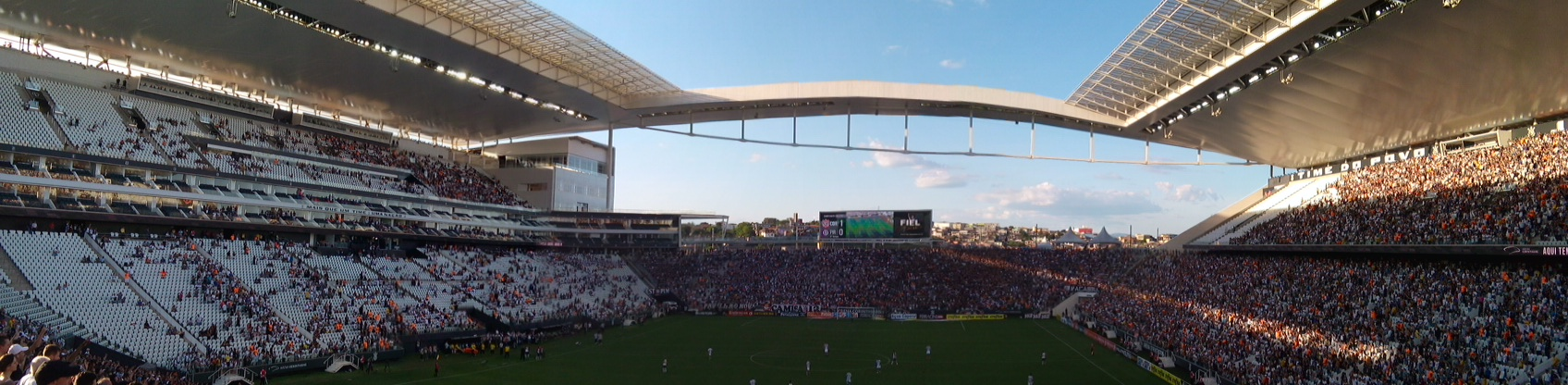
Panorama do interior da Arena Corinthians.

Muitos esportistas notáveis nasceram em São Paulo, como o piloto tricampeão mundial da Fórmula 1, Ayrton Senna da Silva, o jogador de futebol Gabriel Jesus campeão olímpico e da Copa América, as tenistas Luisa Stefani e Laura Pigossi  que juntas conquistaram a primeira medalha olímpica do tênis brasileiro, o atleta Adhemar Ferreira da Silva, o piloto da Fórmula 1 Felipe Massa, o futebpolista Zé Roberto, o jogador de futebol Walter Casagrande, a tenista Maria Esther Bueno, entre outros.

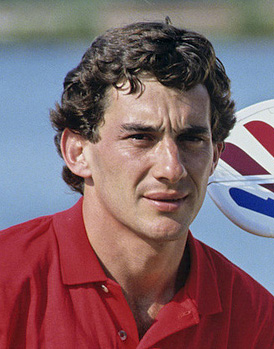
Ayrton Senna da Silva

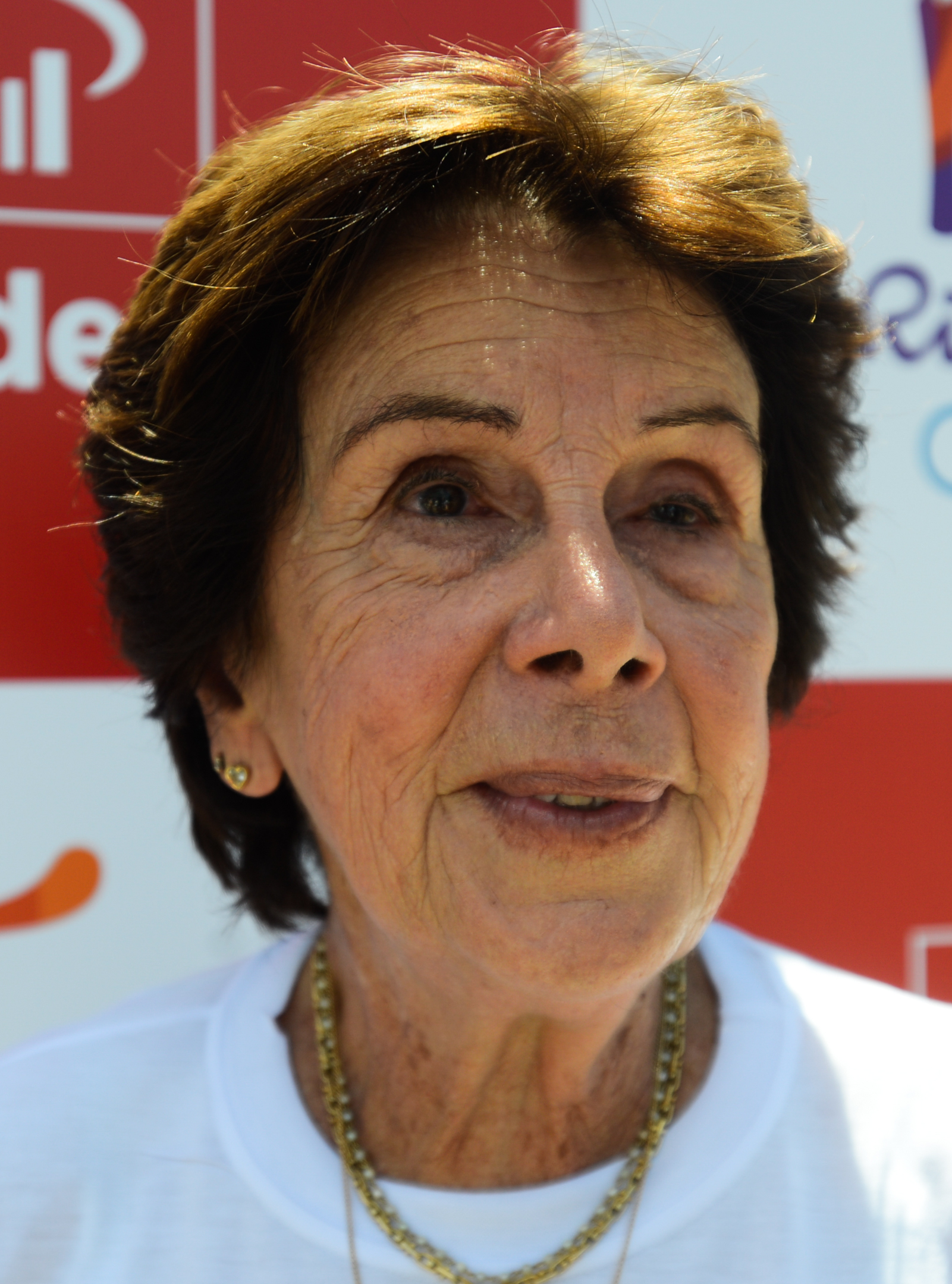
Maria Esther Bueno

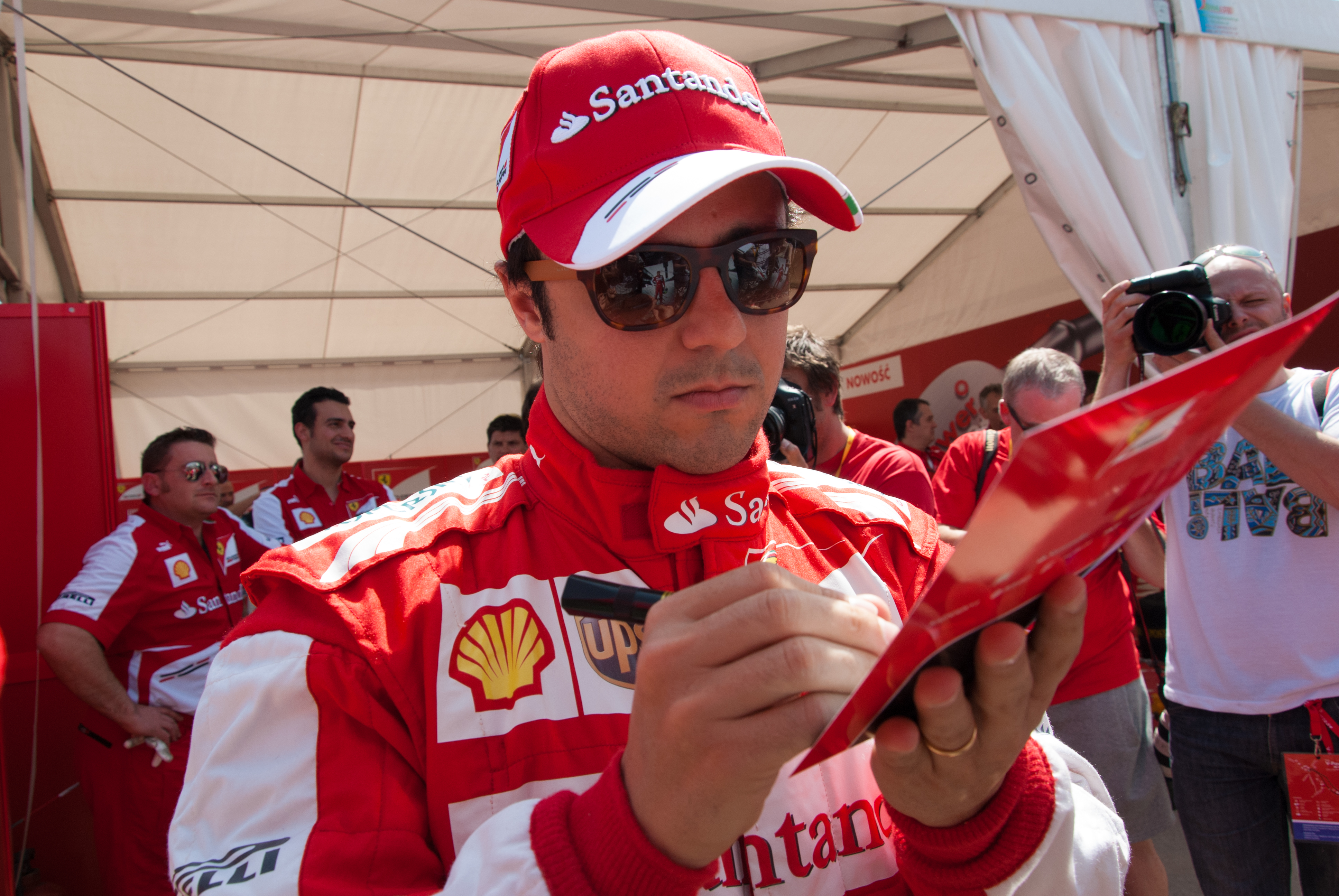
Felipe Massa

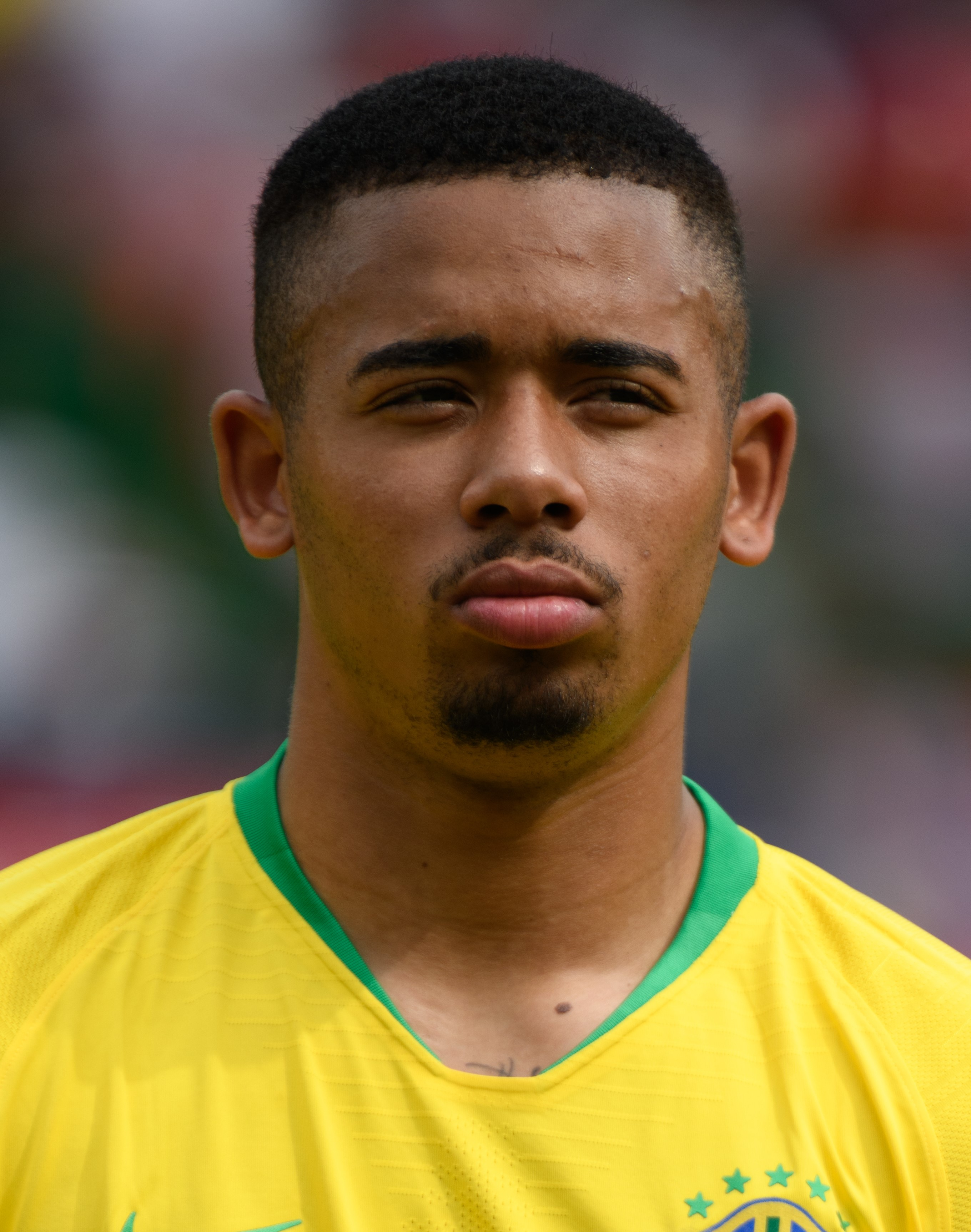
Gabriel Jesus

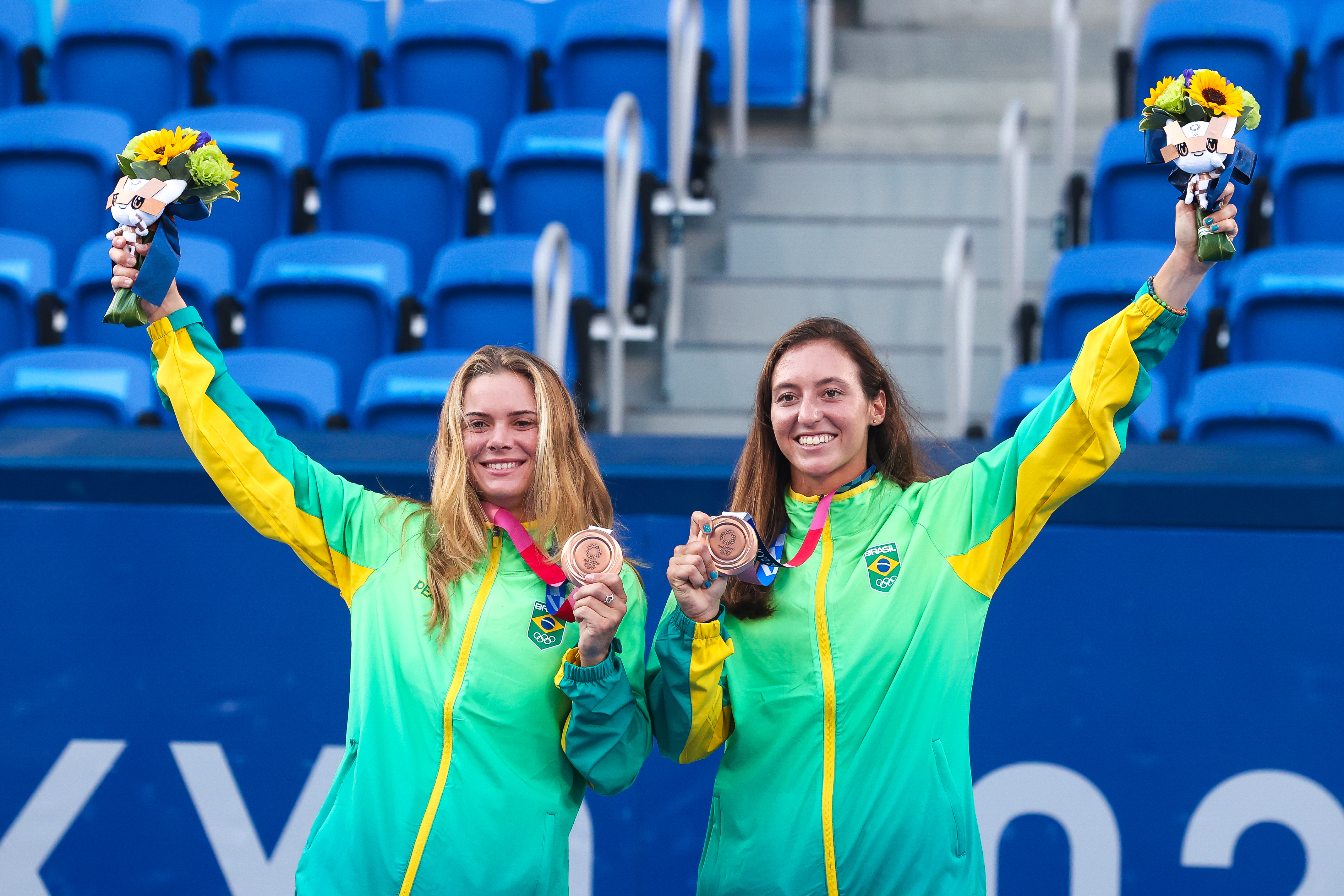
Laura Pigossi e Luisa Stefani

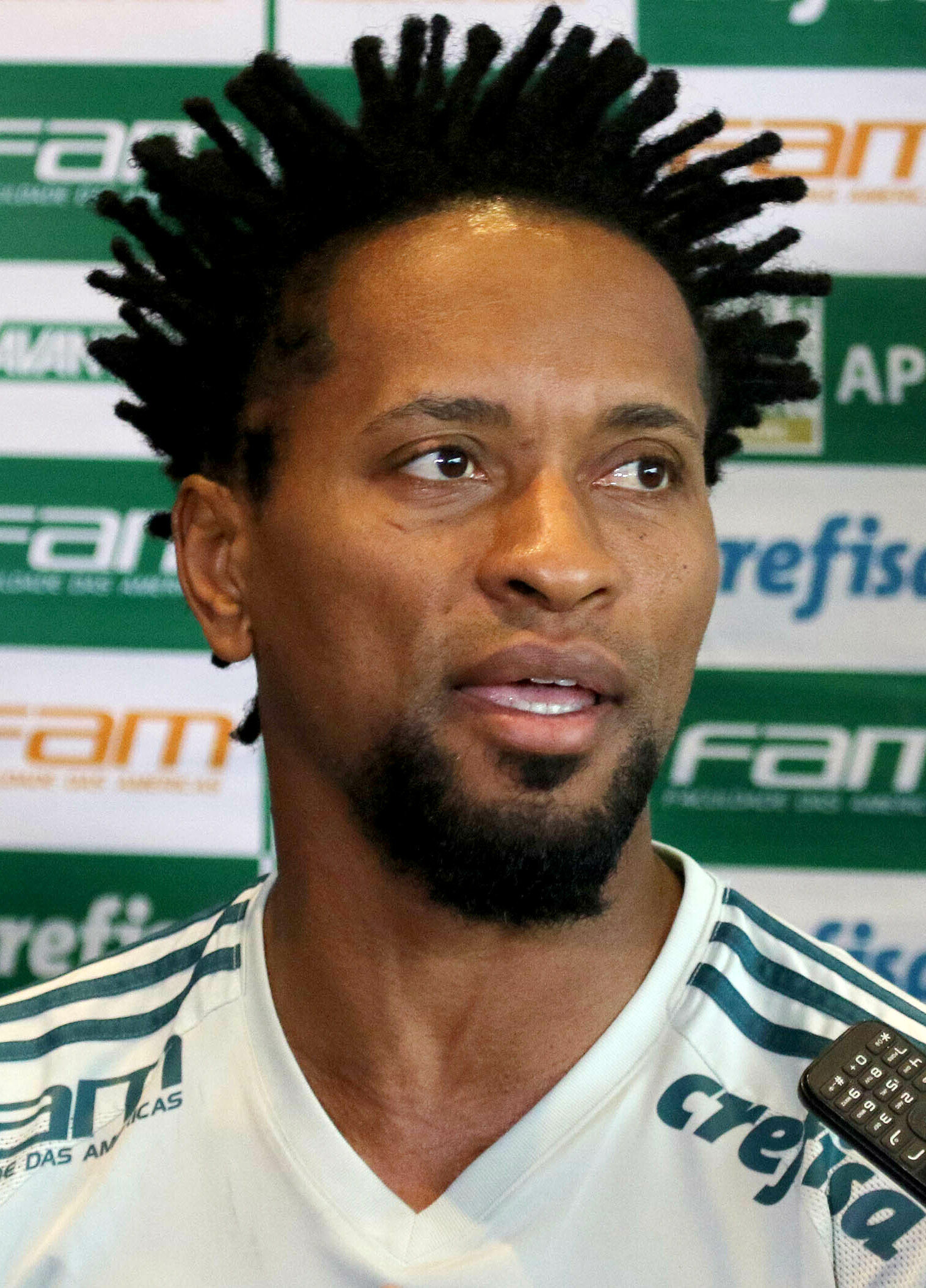
Zé Roberto

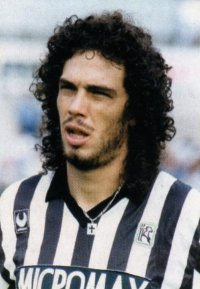
Walter Casagrande

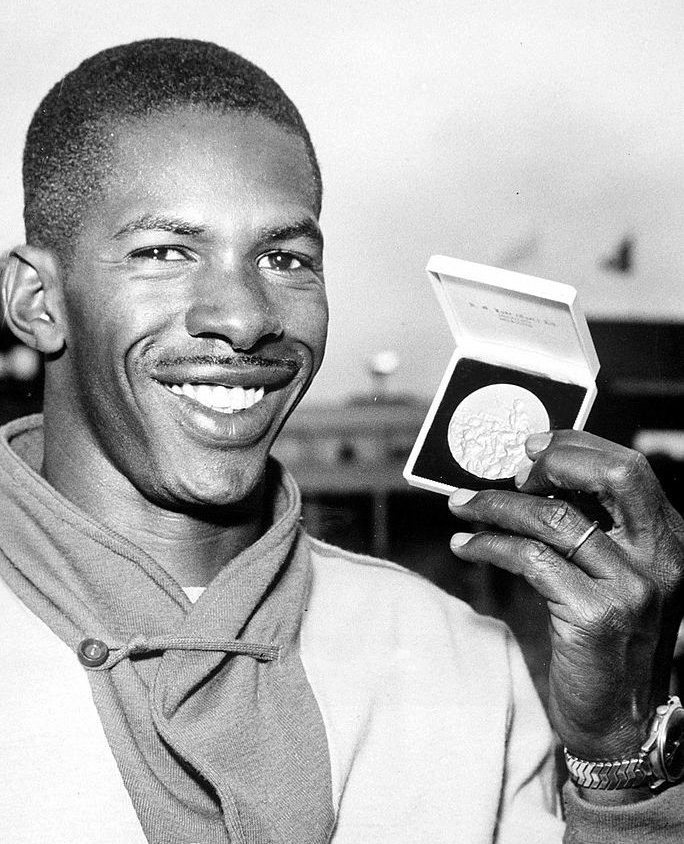
Adhemar Ferreira da Silva

## Outros
Jardim Paulista, Pacaembu, Jardim América, Brooklin, Higienópolis, Interlagos, Jardim Europa, Morumbi e Campos Elíseos são os bairros paulistanos que compõem o jogo de tabuleiro Monopoly, conhecido no Brasil como Banco Imobiliário e em Portugal, Monopólio, jogo que destaca locais de alto padrão que simbolizam riqueza e status em diferentes nações ao redor do mundo.

## Administração pública
A Secretaria Municipal de Cultura (SMC) é um órgão da Prefeitura da Cidade de São Paulo destinado a promover o desenvolvimento de atividades, instituições e iniciativas de natureza artística e cultural no âmbito do município.

### História
Foi criada em 1975  ao final da gestão do prefeito Miguel Colasuonno, com o desmembramento em duas partes da antiga Secretaria de Educação e Cultura, sendo Luiz Mendonça de Freitas realocado como secretário interino. A implantação do órgão, no entanto, foi feita na gestão seguinte com o prefeito Olavo Setúbal e o primeiro secretário municipal de cultura, Sábato Magaldi.

### Denominações anteriores do órgão municipal de cultura

#### Secretaria de Educação e Cultura (1947-1975)
Em 1947 a Secretaria de Cultura e Higiene é desdobrada em duas, criando a Secretaria de Higiene e a Secretaria de Educação e Cultura, sendo esta subdividida inicialmente em três partes:
-Gabinete do Secretário
-Departamento de Cultura
-Departamento de Educação, Assistência e Recreio

### Secretaria de Cultura e Higiene (1945-1947)
Em 1945 o Departamento de Cultura e Recreação foi vinculado à Secretaria de Cultura e Higiene, composta por:
-Departamento de Cultura
-Departamento de Higiene
-Estádio Municipal e seus serviços

#### Departamento de Cultura e Recreação (1935-1945)
Em 1935 foi criado o Departamento de Cultura e Recreação, primeiro órgão público dedicado à política cultural na cidade e no país. Elaborado pela gestão do então prefeito Fábio Prado, com apoio do governador Armando de Sales Oliveira e em articulação com Paulo Duarte, Rubens Borba de Moraes, Sérgio Milliet e Mário de Andrade, teve este último como seu primeiro diretor.

### Lista de secretários(as) da pasta
| N°       | Secretário(a)                          | Secretário(a) | Período de governo                    |
| -------- | -------------------------------------- | ------------- | ------------------------------------- |
| interino | Luiz Mendonça de Freitas               |               | janeiro de 1975 até abril de 1975     |
| 1        | Sábato Magaldi (1927–2016)             |               | abril de 1975 até julho de 1979       |
| 2        | Mário Chamie (1933-2011)               |               | julho de 1979 até março de 1983       |
| 3        | Fábio Luiz Pereira de Magalhães (1942) |               | março de 1983 até janeiro de 1984     |
| 4        | Gianfrancesco Guarnieri (1934–2006)    |               | janeiro de 1984 até dezembro de 1985  |
| 5        | Jacob Salvador Zveibel                 |               | janeiro de 1986                       |
| 6        | Helio Dejtiar (1924-2004)              |               | janeiro de 1986 até março de 1986     |
| 7        | Jorge Antônio Miguel Yunes (1933-2017) |               | março de 1986 até março de 1987       |
| 8        | Renato Ferrari (1924-2013)             |               | março de 1987 até dezembro de 1988    |
| 9        | Marilena Chauí (1941)                  |               | janeiro de 1989 até dezembro de 1992  |
| 10       | Rodolfo Osvaldo Konder (1938-2014)     |               | janeiro de 1993 até dezembro de 2000  |
| 11       | Marco Aurélio Garcia (1941-2017)       |               | janeiro de 2001 até janeiro de 2003   |
| 12       | Celso Frateschi (1952)                 |               | janeiro de 2003 até dezembro de 2004  |
| 13       | Emanoel Araújo (1940)                  |               | janeiro de 2005 até abril de 2005     |
| 14       | Carlos Augusto Calil (1951)            |               | abril de 2005 até dezembro de 2012    |
| 15       | Juca Ferreira (1949)                   |               | janeiro de 2013 até fevereiro de 2015 |
| 16       | Nabil Bonduki (1955)                   |               | fevereiro de 2015 até abril de 2016   |
| 17       | Maria do Rosário Ramalho (1962)        |               | abril de 2016 até dezembro de 2016    |
| 18       | André Sturm (1966)                     |               | janeiro de 2017 até janeiro de 2019   |
| 19       | Alê Youssef (1974)                     |               | janeiro de 2019 até março de 2020     |
| 20       | Hugo Possolo (1962)                    |               | março de 2020 até agosto de 2021      |
| 21       | Aline Torres (1985)                    |               | agosto de 2021 até o momento          |